# AGM-69 SRAM
AGM-69 SRAM är en attackrobot som användes av USA:s flygvapen. SRAM är en förkortning av Short Range Attack Missile. Den ersatte AGM-28 Hound Dog och de AGM-48 Skybolt som aldrig kom i produktion.
AGM-69 SRAM bars av Strategiska Flygkommandots bombplan. B-52 kunde bära sex robotar på en vapenbalk under varje vinge och ytterligare åtta robotar i bombutrymmet, totalt 20 robotar. FB-111A kunde bära två robotar under varje vinge och ytterligare två i bombutrymmet, totalt sex robotar. B-1B Lancer kunde inte bära några robotar under vingarna, men fick i gengäld plats med 24 stycken fördelade på tre bombrum.
AGM-69 SRAM avvecklades 1993 sedan man hittat sprickor i det fasta raketbränslet. Den ersattes av den större och långsammare AGM-86 ALCM.